# Rio Cânaia
O Rio Cânaia é um rio da Romênia, afluente do Sadu, localizado no distrito de Sibiu.